# Transpacific Yacht Race
Pour les articles homonymes, voir Transpacifique.

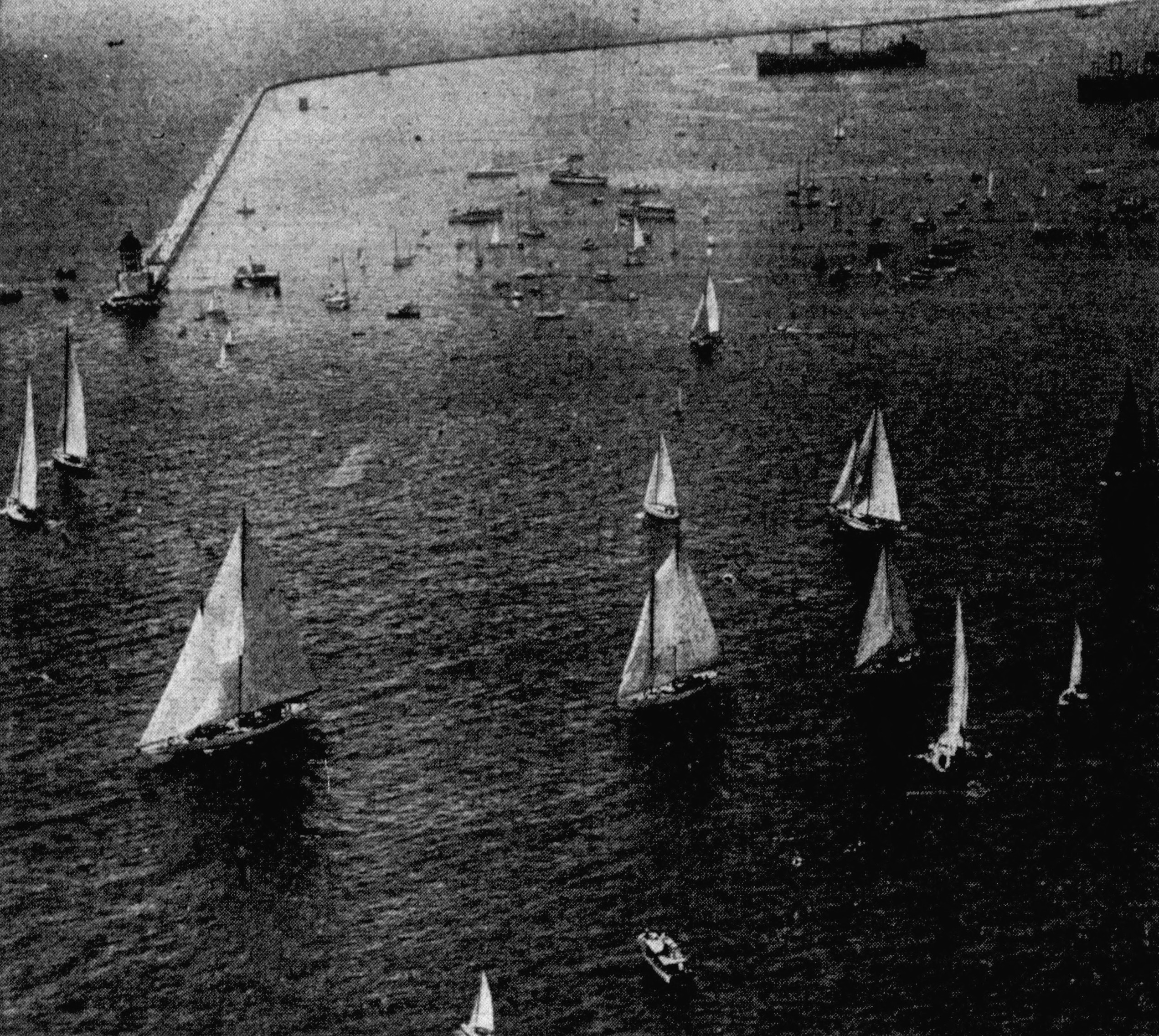
Départ de l'édition de 1949.

La Transpacifique (en anglais : Transpacific Yacht Race souvent abrégé en Transpac) est une course à la voile reliant Los Angeles à Honolulu qui se déroule tous les deux ans. Elle a été créée en 1906.